# Diavolo Peak
Der Diavolo Peak ist ein 2569 m hoher Berg mit einer Schartenhöhe von 83 m im Südwesten der kanadischen Provinz British Columbia, im Squamish-Lillooet Regional District.

## Geographie
Der Gipfel des Diavolo Peak ist der fünfthöchste Punkt in der Fitzsimmons Range, einer Teilkette der Garibaldi Ranges. Er liegt 16 km südöstlich von Whistler im Garibaldi Provincial Park. Der nächsthöhere Gipfel ist der des Mount Benvolio, 669 m nordnordöstlich von ihm. Beide gehören zum Massiv des Overlord Mountain (2625 m). Der Diavolo Glacier liegt an der Ostwand des Berges. Die Abflüsse der Niederschläge und das Schmelzwasser des Gletschers fließen in Zuflüsse des Cheakamus River. Das Relief ist bemerkenswert, da sich der Gipfel 1.500 m über den Fluss in zwei Kilometern Entfernung erhebt.
| Fissile Peak    | Mount Benvolio | Mount Fitzsimmons  |
| Whirlwind Peak  |                | Diavolo Glacier    |
| Cheakamus River | Angelo Peak    | Cheakamus Mountain |

## Geschichte
Die Erstbesteigung des Berges wurde am 18. September 1923 durch Neal M. Carter und Charles T. Townsend ausgeführt.
Der Name des Berges ist vom italienischen „diavolo“ (dt. Teufel) abgeleitet. Der Berg wurde von Carter und Townsend aufgrund einer steilen, brüchigen Arête und der schwarz- und rotfarbigen Felsen so benannt. Seinen untergeordneten Gipfel nannten sie Angelo (dt. Engel vom gleichfalls italienischen „angelo“), weil er vergleichsweise engelhaft und leicht zu besteigen aussah.
Das Toponym des Berges wurde am 2. September 1930 vom Geographical Names Board of Canada offiziell anerkannt.

## Klima
In Bezug auf die Klimaklassifikation nach Köppen und Geiger herrscht am Diavolo Peak ein Westseiten-Seeklima. Die meisten Wetterfronten stammen vom Pazifik und bewegen sich ostwärts auf die Coast Mountains zu, wo sie durch die Berge zum Aufsteigen (Windstau) gezwungen werden, was wiederum dazu führt, dass die enthaltene Feuchtigkeit in Form von Regen oder Schnee abgegeben wird. Im Ergebnis führt das zu hohen Niederschlägen in den Coast Mountains, insbesondere zu starken Schneefällen im Winter. Die Temperaturen können unter −20 °C fallen, unter Berücksichtigung von Windchill-Einfluss unter −30 °C. Die Monate Juli bis September bieten die besten Wetterbedingungen für einen Aufstieg.

## Angelo Peak
Der Angelo Peak ist ein dem Diavolo Peak untergeordneter Berg, 185 m südlich von ihm. Mit einer Höhe von 2561 m ist er der sechsthöchste Berg der Fitzsimmons Range, seine Schartenhöhe beträgt jedoch nur 23 m. Der Angelo wurde erstmals am 15. August 1924 von einer Seilschaft des British Columbia Mountaineering Club bestiegen. Das Toponym des Berges wurde gleichfalls am 2. September 1930 vom Geographical Names Board of Canada offiziell anerkannt.